# Stearman XBT-17
El Stearman XBT-17 fue un prototipo estadounidense de entrenador primario monoplano de ala baja biplaza, diseñado y construido en los años 40 del siglo XX por Stearman Aircraft (como Model X-90). Fue evaluado por las Fuerzas Aéreas del Ejército de los Estados Unidos (USAAF) en 1942 como XBT-17.

## Diseño y desarrollo
El X-90 era un monoplano de ala baja cantilever con dos asientos en tándem bajo una cubierta cerrada. Tenía tren de aterrizaje convencional fijo, estaba propulsado por un motor Lycoming R-680 de 168 kW (225 hp) y voló por primera vez en 1940. Sus alas eran de madera y el fuselaje delantero era de tubos de acero, para usar el mínimo de aluminio. En 1942, la aeronave fue remotorizada con un Pratt & Whitney R-985 Wasp Junior de 336 kW (450 hp) y fue redesignada Model X-91. El X-91 fue evaluado por las Fuerzas Aéreas del Ejército de los Estados Unidos como XBT-17, pero no se construyeron más aparatos.

## Variantes
X-90
Prototipo de entrenador básico con motor Lycoming R-680 de 168 kW (225 hp).
X-91
El X-90 remotorizado con un Pratt & Whitney R-985 Wasp Junior de 336 kW (450 hp) para ser evaluado por las USAAF.
XBT-17
Designación de las USAAF dada al X-91.

## Operadores
Estados Unidos
- Fuerzas Aéreas del Ejército de los Estados Unidos

## Especificaciones (XBT-17)
Referencia datos: Bowers Boeing

### Características generales
- Tripulación: Dos (alumno e instructor)
- Longitud: 8,5 m (27,8 ft)
- Envergadura: 10,9 m (35,8 ft)
- Superficie alar: 19 m² (204,5 ft²)
- Peso vacío: 1397 kg (3079 lb)
- Peso cargado: 1882 kg (4147,9 lb)
- Planta motriz: 1× motor radial de nueve cilindros refrigerado por aire Pratt & Whitney R-985-AN-1 Wasp Junior.
  - Potencia: 340 kW (469 HP; 462 CV)

### Rendimiento
- Velocidad máxima operativa (Vno): 310 km/h (193 MPH; 167 kt)
- Velocidad crucero (Vc): 260 km/h (162 MPH; 140 kt)
- Techo de vuelo: 6100 m (20 013 ft)
- Régimen de ascenso: 6,6 m/s (1299 ft/min)

## Aeronaves relacionadas

### Secuencias de designación
- Secuencia Alfanumérica (interna de Stearman): ← 80 - 81 Sportster - X-85 - X-90 - X-91 - X-100 - X-120 - 200
- Secuencia BT-_ (Entrenadores Básicos del USAAC/USAAF, 1930-1948): ← BT-14 - BT-15 - BT-16 - BT-17